# Scorpaena agassizii
Scorpaena agassizii és una espècie de peix pertanyent a la família dels escorpènids.

## Morfologia
El peix fa una llargada mitjana de 15 cm, té ulls grossos (en comparació amb la resta del cos) i és verinós.

## Hàbitat
És un peix demersal de clima subtropical que es troba a l'Atlàntic occidental: des de Carolina del Nord i el nord del Golf de Mèxic fins al nord de Sud-amèrica. Viu entre 46 i 275 m de profunditat en aigües costaneres i fons tous.